# Lliga Liberal
Lliga Liberal (finès Vapaamielisten Liitto) fou un partit polític finlandès fundat el 1951 d'inspiració liberal, pel grup de Hèlsinki del Partit Nacional Progressista, mentre que els altres es van unir al Partit Popular Finlandès. Es va integrar dins la Internacional Liberal i entre els seus membres hi havia el diputat Rolf B. Berner, el ministre Teuvo Aura i Sakari Tuomioja.
El 1956 va proposar com a candidat presidencial Sakari Tuomioja, qui va rebre el suport del Partit de la Coalició Nacional, però va perdre les eleccions davant el candidat de la Lliga Agrària Urho Kekkonen. I només a les eleccions parlamentàries finlandeses de 1962 va assolir representació parlamentària. Així, el 1965 es va fusionar amb el Partit Popular Finlandès en el Partit Popular Liberal.

## Resultats electorals
| Any  | Vots   | %     | Escons  | +/- |
| ---- | ------ | ----- | ------- | --- |
| 1951 | 4.936  | 0,3 % | 0 / 200 | Nou |
| 1954 | 6.810  | 0,3 % | 0 / 200 | =   |
| 1958 | 6.242  | 0,3 % | 0 / 200 | =   |
| 1962 | 12.000 | 0,5 % | 1 / 200 | 1   |